# Galumnella rugosula
Galumnella rugosula är en kvalsterart som beskrevs av Balogh 1960. Galumnella rugosula ingår i släktet Galumnella och familjen Galumnellidae. Inga underarter finns listade i Catalogue of Life.